# April 2015
Portal Geschichte | Portal Biografien | Aktuelle Ereignisse | Jahreskalender | Tagesartikel

◄ |
20. Jahrhundert |
21. Jahrhundert

◄ |
1980er |
1990er |
2000er |
2010er
| 2020er | 2030er | 2040er

◄ |
2011 |
2012 |
2013 |
2014 |
2015
| 2016 | 2017 | 2018 | 2019 | ►

◄ |
Januar 2015 |
Februar 2015 |
März 2015 |
April 2015 |
Mai 2015 |
Juni 2015 |
Juli 2015 |
►
Dieser Artikel behandelt tagesbezogene Nachrichten und Ereignisse im April 2015.

## Tagesgeschehen

### Mittwoch, 1. April 2015
- Magadan/Russland: Beim Untergang des Fischtrawlers Dalniy Vostok im Ochotskischen Meer vor der Halbinsel Kamtschatka kommen mindestens 56 Seeleute ums Leben, 63 Besatzungsmitglieder werden gerettet, 13 weitere gelten als vermisst. Als wahrscheinlichste Unglücksursache gilt das Überladen des Schiffes mit frischem Fang.[1]
- Sacramento/Vereinigte Staaten: Anlässlich einer seit vier Jahren andauernden Dürre ordnet der Gouverneur von Kalifornien, Jerry Brown, an, dass Städte und Gemeinden ihren Wasserverbrauch um 25 % drosseln müssen. Die Landwirtschaft als größter Wasserverbraucher ist von der Einschränkung zunächst nicht betroffen. Hintergrund ist der seit Jahren sinkende Grundwasserspiegel und das Ausbleiben der Schneefälle in der Sierra Nevada im vergangenen Winter.[2]

### Donnerstag, 2. April 2015
- Garissa/Kenia: Bei einem Anschlag auf das Garissa University College töten vier Kämpfer der islamistischen Shabaab-Miliz mindestens 147 meist christliche Studenten und verletzen weitere 80 Personen. Für vier Bezirke nahe der somalischen Grenze wird eine nächtliche Ausgangssperre verhängt.[3]
- Lausanne/Schweiz: Vertreter des Iran sowie der ständigen Mitglieder des UN-Sicherheitsrats und Deutschlands erreichen einen Durchbruch bei den Verhandlungen zum iranischen Atomprogramm. Während der Iran sich hierbei strengen Kontrollen durch die Internationale Atomenergie-Organisation unterwerfen lassen muss, darf er auf die Aufhebung der Wirtschaftssanktionen durch den Westen hoffen.[4]
- Ouagadougou/Burkina Faso: Wegen des Ausbruchs des H5N1-Virus der Vogelgrippe werden über Wochen hinweg 115.000 Geflügeltiere in den zentral gelegenen Provinzen Sanguié und Kadiogo getötet.[5]

### Freitag, 3. April 2015
- Jerusalem/Israel: Das israelische Sicherheitskabinett kritisiert die Einigung zum iranischen Atomprogramm vom Vortag als Gefahr für die Region sowie das Überleben des Staates Israel.[6]

### Samstag, 4. April 2015
- Naumburg/Deutschland: Nach einem Brandanschlag in Tröglitz im Burgenlandkreis in Sachsen-Anhalt auf eine vorgesehene Unterkunft für Asylbewerber ermittelt der Staatsschutz wegen des Verdachts einer politisch motivierten Straftat. Anfang März war der ehrenamtliche Ortsbürgermeister infolge rechtsextremer Anfeindungen zurückgetreten.[7]
- Pozzallo/Italien: Schiffe der italienischen Küstenwache und Marine sowie ein im Auftrag der EU-Grenzagentur Frontex operierendes Schiff der isländischen Küstenwache retten im Mittelmeer zwischen Sizilien und der libyschen Küste insgesamt mehr als 1800 Bootsflüchtlinge aus Seenot.[8]

### Sonntag, 5. April 2015
- Genf/Schweiz: Nach einer zweijährigen Umrüstungsphase wird der Large Hadron Collider am CERN wieder in Betrieb genommen.[9]

### Montag, 6. April 2015
- Ankara/Türkei: Um die Verbreitung eines Fotos eines von Linksextremen entführten und im Zuge seiner Befreiung umgekommenen Istanbuler Staatsanwaltes zu verhindern, sperren türkische Behörden zeitweise den Zugang zum sozialen Netzwerk Twitter und zum Videoportal YouTube.[10]
- Warschau/Polen: Mit dem Bau von sechs bis zu 50 Meter hohen Wachtürmen, verstärkt Polen seine Überwachung an der Grenze zur russischen Exklave Kaliningrad. Die Baukosten werden zu einem Großteil aus einem EU-Fonds für die Sicherung der Außengrenzen der Europäischen Union finanziert.[11]

### Dienstag, 7. April 2015
- Swobodny/Russische Föderation: Mit einem Hungerstreik erzwingen auf der Großbaustelle des neuen russischen Weltraumbahnhofs Wostotschny in der Region Amur eingesetzte Arbeiter die Auszahlung monatelang ausstehender Löhne und Gehälter.[12]

### Mittwoch, 8. April 2015
- Boston/Vereinigte Staaten: Fast zwei Jahre nach dem Anschlag auf den Boston-Marathon wird der überlebende Attentäter Dschochar Zarnajew von den Geschworenen eines Gerichtes in Massachusetts in allen Anklagepunkten schuldig gesprochen.[13]
- Chengdu/China: Aus Protest gegen die Politik der Volksrepublik China zündet sich eine tibetische Nonne im Kreis Garzê des gleichnamigen autonomen Bezirkes in der chinesischen Provinz Sichuan, Teil der tibetischen Kulturregion Kham, nach der erhobenen Forderung der Freiheit für Tibet und der Rückkehr des Dalai Lama aus dem Exil vor einer Polizeistation selbst an. Nach Angaben von Menschenrechtsorganisationen haben sich seit 2009 schon über 130 Tibeter selbst angezündet, um damit gegen die Politik Pekings der religiösen Unterdrückung der Tibeter sowie die Zuwanderung von Han-Chinesen in ihren Lebensraum zu demonstrieren.[14]
- Kathmandu/Nepal: Nachdem der einzige internationale Flughafen aufgrund der Bruchlandung einer Passagiermaschine der Turkish Airlines am Wochenende vier Tage lang gesperrt war, stürmen viele der 24.000 gestrandeten Touristen diesen, um endlich ausreisen zu können.[15]
- London/Vereinigtes Königreich: Der niederländisch-britische Ölkonzern Shell plant den britischen Gasproduzenten BG Group zu übernehmen und legt eine Offerte über knapp 65 Mrd. Euro vor.[16]

### Donnerstag, 9. April 2015
- Lhasa/China: Der Vorsitzende der Kommunistischen Partei Chinas in Tibet, Chen Quangduo, erhebt die Forderung, als Zeichen der chinesischen Kontrolle über die Region Tibet die chinesische Flagge an tibetischen Klöstern anbringen zu lassen. Diese ideologische Forderung widerspricht jedoch den Äußerungen der Führung der Volksrepublik, den Tibetern religiöse Freiheit und Autonomie zu gewähren.[17]
- Peking/China: China gibt Planungen bekannt, die Qinghai-Tibet-Bahn von der tibetischen Hauptstadt nach Nepal zu verlängern. Die Planungen werden mit dem Nachbarland abgestimmt, was sich jüngst in Besuchen des nepalesischen Präsidenten Ram Baran Yadav in Lhasa und des chinesischen Außenministers Wang Yi in Kathmandu äußerte. Die Bergregion des Mount Everest soll dabei untertunnelt werden. In Indien wächst derweil die Sorge um einen größeren chinesischen Einfluss in seiner direkten Nachbarschaft.[18][19]

### Freitag, 10. April 2015
- Augusta/Italien: Die italienische Küstenwache rettet am Nachmittag und in der Nacht auf Samstag in Kooperation mit der Marine (Patrouillenschiff Orione) sowie drei Handelsschiffen (City of Hamburg, Maersk Regensburg, Cape Bon) in der Straße von Sizilien rund 30 Seemeilen vor der libyschen Küste 978 in Seenot geratene Bootsflüchtlinge aus dem Mittelmeer.[20][21][22][23]
- El Aaiún/Marokko: Im von Marokko besetzten Teil des Territoriums der Westsahara sterben bei einem Busunglück 31 Personen. Darunter befindet sich eine Gruppe Leichtathleten, inklusive des Sprinters und 10-km-Läufers Hassan Issengar.[24]
- Ko Samui/Thailand: Bei der Explosion einer Autobombe im Einkaufszentrum CentralFestival Samui im gleichnamigen Landkreis auf der bei Touristen sehr beliebten Insel ebenfalls gleichen Namens, werden mindestens 10 Personen verletzt.[25]

### Samstag, 11. April 2015
- Panama-Stadt/Panama: Am Rande des 7. Amerika-Gipfeltreffens und des Treffens der Organisation Amerikanischer Staaten (OAS) kommt es erstmals seit der kubanischen Revolution zu einem politischen Gespräch zwischen dem US-amerikanischen und kubanischen Präsidenten. US-Präsident Barack Obama trifft sich mit Raúl Castro und sieht einen Wendepunkt in den Beziehungen beider Staaten.[26]
- Valletta/Malta: Beim siebenten, aber erstmals auf eine Bürgerinitiative zurückgehenden Referendum über die Frühlingsjagd auf Wachteln und Turteltauben, stimmen 50,4 % der 340.000 wahlberechtigten Bürger für die Beibehaltung der Jagd.[27]
- Vatikanstadt/Vatikan: Papst Franziskus kündigt für den diesjährigen 6. Dezember den Beginn eines außerordentlichen Jubeljahres zur Umkehr auf den Weg der Barmherzigkeit an.[28]
- Zürich/Schweiz: Der HC Davos sichert sich mit 4:1-Siegen in der Finalserie zum 31. Mal die Schweizer Meisterschaft im Eishockey.[29]

### Sonntag, 12. April 2015
- Abakan/Russische Föderation: Durch unkontrolliertes Verbrennen von Steppengras entstehen in der südsibirischen Teilrepublik Chakassien schwere Wald- und Steppenbrände. Dabei sterben mindestens fünf Menschen und über 200 werden verletzt. Rund 900 Wohnhäuser in 42 Orten verbrennen, auch tausende Haustiere kommen ums Leben. Etwa 5000 Helfer und mehrere Löschflugzeuge sind im Einsatz. 700 Soldaten unterstützen mit Militärtechnik die Löscharbeiten.[30]
- Vatikanstadt/Vatikan: Bei einer Messe im Petersdom zum Gedenken der Opfer der Massaker an den Armeniern im Osmanischen Reich vor 100 Jahren, bezeichnet Papst Franziskus diese als „ersten Völkermord des 20. Jahrhunderts, der das armenische Volk getroffen habe“. Die Türkei protestiert erbost dagegen und bestellt den Botschafter des Vatikans in Ankara ein.[31]

### Montag, 13. April 2015
- Frankfurt am Main/Deutschland: Die Europäische Zentralbank (EZB) kauft im Rahmen der Geldpolitik der quantitativen Lockerung von 9. März bis 10. April 2015 für rund 61,68 Milliarden Euro öffentliche Schuldttitel einschließlich Pfandbriefe und forderungsbesicherte Wertpapiere auf.[32]
- Khartum/Sudan: Bei der Präsidentschaftswahl gewinnt der seit 1989 amtierende Präsident Umar al-Baschir mit 94,05 Prozent der abgegebenen Stimmen bei einer Wahlbeteiligung von 46,4 Prozent. Sein engster Vertrauter und Mitkandidat Fadl el-Sajed Shuiab erreicht 1,43 Prozent. Die wichtigsten Oppositionsparteien boykottieren die viertägigen Wahlen.[33]
- Vatikanstadt/Vatikan: Der Gleisdorfer Wilhelm Krautwaschl wird neuer Diözesanbischof von Graz-Seckau und Werner Freistetter wird zum Militärbischof von Österreich ernannt.[34]

### Dienstag, 14. April 2015
- New York City/Vereinigte Staaten: Der Sicherheitsrat der Vereinten Nationen nimmt mit 14 Jastimmen und der Enthaltung Russlands die von Jordanien eingebrachte Resolution 2216 an. Diese umfasst ein Waffenembargo gegen die schiitischen Huthi-Rebellen im Jemen sowie Kontensperrungen und Reisebeschränkungen gegen den Rebellenführer Abdul-Malik al-Huthi und den Sohn des früheren jemenitischen Präsidenten, Ahmed Ali Abdullah Salih. Zudem fordert der Sicherheitsrat den Rückzug aus den von den Huthi-Rebellen besetzten Gebieten.[35]

### Mittwoch, 15. April 2015
- Brüssel/Belgien: Die Wettbewerbskommissarin Margrethe Vestager und die EU-Kommission werfen Google unfairen Wettbewerb durch den Missbrauch seiner marktbeherrschenden Position vor und drohen dem Suchmaschinenbetreiber mit einer Milliardenstrafe.[36]
- Hamburg/Deutschland: Zwei Monate nach der Bürgerschaftswahl wird der Erste Bürgermeister Olaf Scholz (SPD) mit großer Mehrheit wiedergewählt. Er führt eine rot-grüne Koalition.[37]

### Donnerstag, 16. April 2015
- al-Mukalla/Jemen: Im politischen Chaos bauen sunnitische Kämpfer des al-Qaida-Ablegers al-Qaida auf der arabischen Halbinsel ihre Machtposition weiter aus, indem sie den strategisch wichtigen Flughafen Riyan Airport, den Hafen sowie ein Öllager von al-Mukalla unter ihre Kontrolle bringen.[38]
- Kiew/Ukraine: In der Ukraine werden binnen kürzester Zeit ein prorussischer Journalist sowie ein Parlamentsabgeordneter und Unterstützer des früheren Präsidenten Janukowytsch ermordet. Der amtierende Präsident Petro Poroschenko verurteilt die offenbar politisch motivierten Morde.[39]

### Freitag, 17. April 2015
- Yongshu Jiao/China: Satellitenbilder zeigen, dass die Volksrepublik China auf dem künstlich aufgeschütteten Riff Yongshu Jiao, das Teil der Spratly-Inseln im Südchinesischen Meer ist, eine Landebahn errichtet. Damit verschärft sich der dortige Territorialkonflikt weiter, da neben der Volksrepublik auch Taiwan, die Philippinen, Vietnam und Malaysia zumindest Teile der Inselgruppe für sich beanspruchen und entsprechende Eilande besetzt halten.[40]

### Samstag, 18. April 2015
- Brandenburg/Deutschland: Die diesjährige Bundesgartenschau wird eröffnet. Erstmals findet diese in einer länderübergreifenden Region in Sachsen-Anhalt und Brandenburg statt. Das Gelände verteilt sich auf Brandenburg an der Havel, Rathenow, Premnitz, Stölln und Havelberg.[41]
- Dschalalabad/Afghanistan: Bei einem Selbstmordattentat nahe der New Kabul Bank in der ostafghanischen Stadt Dschalalabad werden mindestens 33 Personen getötet und 100 weitere verletzt. Präsident Aschraf Ghani macht die Terrormiliz Islamischer Staat für den Anschlag verantwortlich. Die radikalislamische Taliban bestreitet jegliche Beteiligung an dem Attentat.[42]

### Sonntag, 19. April 2015
- Curitiba/Brasilien: Der ehemalige Vizechef der brasilianischen Grupo Camargo Corrêa, Eduardo Hermelino Leite, gesteht gegenüber der Staatsanwaltschaft Schmiergeldzahlungen von 110 Millionen Real (umgerechnet 33 Millionen Euro) an den halbstaatlichen Ölkonzern Petrobras im Zeitraum 2007 bis 2012.[43]
- Helsinki/Finnland: Bei der Parlamentswahl wird die Finnische Zentrumspartei von der bisherigen Opposition mit 21,1 % stärkste Kraft vor der Nationalen Sammlungspartei, bisher Teil der Regierung, mit 18,2 %. Auf den weiteren Plätzen folgen die bisherige Oppositionspartei Die Finnen mit 17,6 % vor der Sozialdemokratischen Partei Finnlands mit 16,5 %, die bisher der Regierung angehörte. Im neuen Parlament sind acht Parteien vertreten. Die Wahlbeteiligung beträgt 66,8 %.[44]
- Lefkoşa/Nordzypern: Bei der Präsidentschaftswahl erreicht keiner der Kandidaten die absolute Mehrheit. In einer Stichwahl fordert der ehemalige Bürgermeister Lefkoşas, Mustafa Akıncı, unabhängiger Kandidat der Partei der gesellschaftlichen Demokratie, den Amtsinhaber Derviş Eroğlu, unabhängiger Kandidat von Nationaler Einheitspartei und Demokratischer Partei, heraus.[45]
- Tripolis/Libyen: Ein Fischkutter mit rund 700 Flüchtlingen an Bord kentert auf dem Weg von Libyen nach Italien rund 110 Kilometer vor der libyschen Küste. Nur 28 Passagiere können durch das portugiesische Containerschiff King Jacob gerettet werden. Die italienische Guardia Costiera und die Marina Militare sowie Einsatzkräfte aus Malta und der Frontex sind an der Unglücksstelle im Einsatz.[46]

### Montag, 20. April 2015
- Catania/Italien: 27 gerettete Migranten des gestrigen Schiffsunglücks vor Libyen kommen im sizilianischen Catania an. Dort werden zwei Schlepper, unter ihnen der tunesische Kapitän, festgenommen. Ihnen wird fahrlässige Tötung zur Last gelegt.[47]

### Dienstag, 21. April 2015

JR-Maglev auf der Yamanashi-Teststrecke

- Kairo/Ägypten: Der ehemalige Staatspräsident Ägyptens Mohammed Mursi wird durch ein ägyptisches Gericht wegen Anstiftung zur Gewalt gegen Demonstranten zu einer Haftstrafe von 20 Jahren verurteilt. Das Urteil ist noch nicht rechtskräftig. Kritiker halten es für politisch motiviert.[48]
- Tokio/Japan: Mit 603 km/h stellt die Magnetschwebebahn JR-Maglev einen neuen Hochgeschwindigkeitsrekord auf. Sie soll ab 2027 zwischen der Hauptstadt und dem zentraljapanischen Nagoya verkehren.[49]

### Mittwoch, 22. April 2015

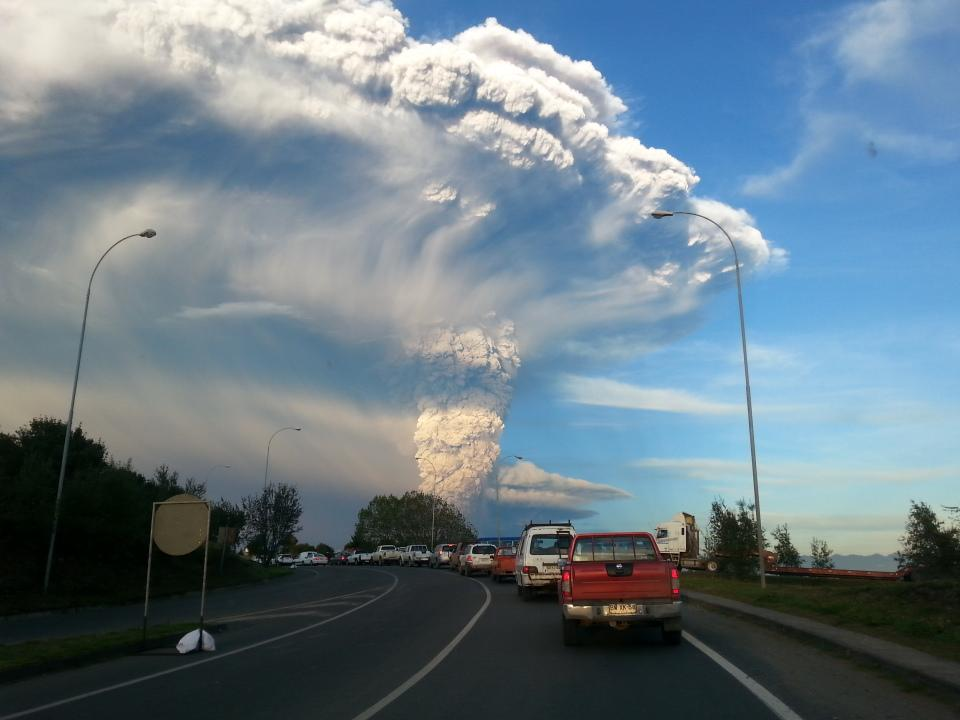
Ausbruch des Vulkans Calbuco

- Puerto Montt/Chile: Der Vulkan Calbuco bricht explosionsartig aus und eine Aschewolke steigt über 15 Kilometer hoch auf. Für das Gebiet in der Región de los Lagos wird der Notstand ausgerufen und im Umkreis von 20 Kilometern werden erste Evakuierungsmaßnahmen eingeleitet. Auch das benachbarte Argentinien verhängt in der grenznahen Region den Ausnahmezustand.[50]
- The Valley/Anguilla: Bei der Parlamentswahl gewinnt die Anguilla United Front sechs der sieben zu vergebenen Sitze. Als neuer Regierungschef tritt Victor Banks sein Amt zwei Tage später an.[51]

### Donnerstag, 23. April 2015
- Bischkek/Kirgisistan: Der kirgisische Premierminister Djoomart Otorbaev reicht seinen Rücktritt ein. Zuvor ist ein Abkommen mit dem kanadischen Betreiber der größten Goldmine des Landes gescheitert.[52]

### Freitag, 24. April 2015
- Brüssel/Belgien: Die Europäische Kommission erlaubt den Import von 19 gentechnisch veränderten Organismen (GVO), darunter Sorten von Mais, Sojabohnen, Raps, Baumwolle und Nelkenarten. Bisher sind insgesamt 58 gentechnisch veränderte Organismen im Lebensmittelbereich und bei Futtermitteln in der Europäischen Union zugelassen.[53]
- Frankfurt am Main/Deutschland: Die Deutsche Bank gibt bekannt, die seit 2010 mehrheitlich im Besitz befindliche Postbank zu verkaufen.[54]
- Iqaluit/Kanada: Beim 9. Treffen des Arktischen Rates werden Abkommen zu den Bereichen Umweltschutz, Bodenschätze, Wirtschaft und Infrastruktur verhandelt. Die durch den Ukraine-Krieg ausgelösten Verstimmungen zwischen Russland und der westlichen Welt drohen dieses Treffen zu überlagern.[55]
- Jerewan/Armenien: Zum Gedenken der Opfer der Massaker an den Armeniern im Osmanischen Reich vor 100 Jahren, nehmen neben Armeniens Präsident Sersch Sargsjan auch die Präsidenten Frankreichs (François Hollande), Russlands (Wladimir Putin) und Serbiens (Tomislav Nikolić) teil.[56]

### Samstag, 25. April 2015

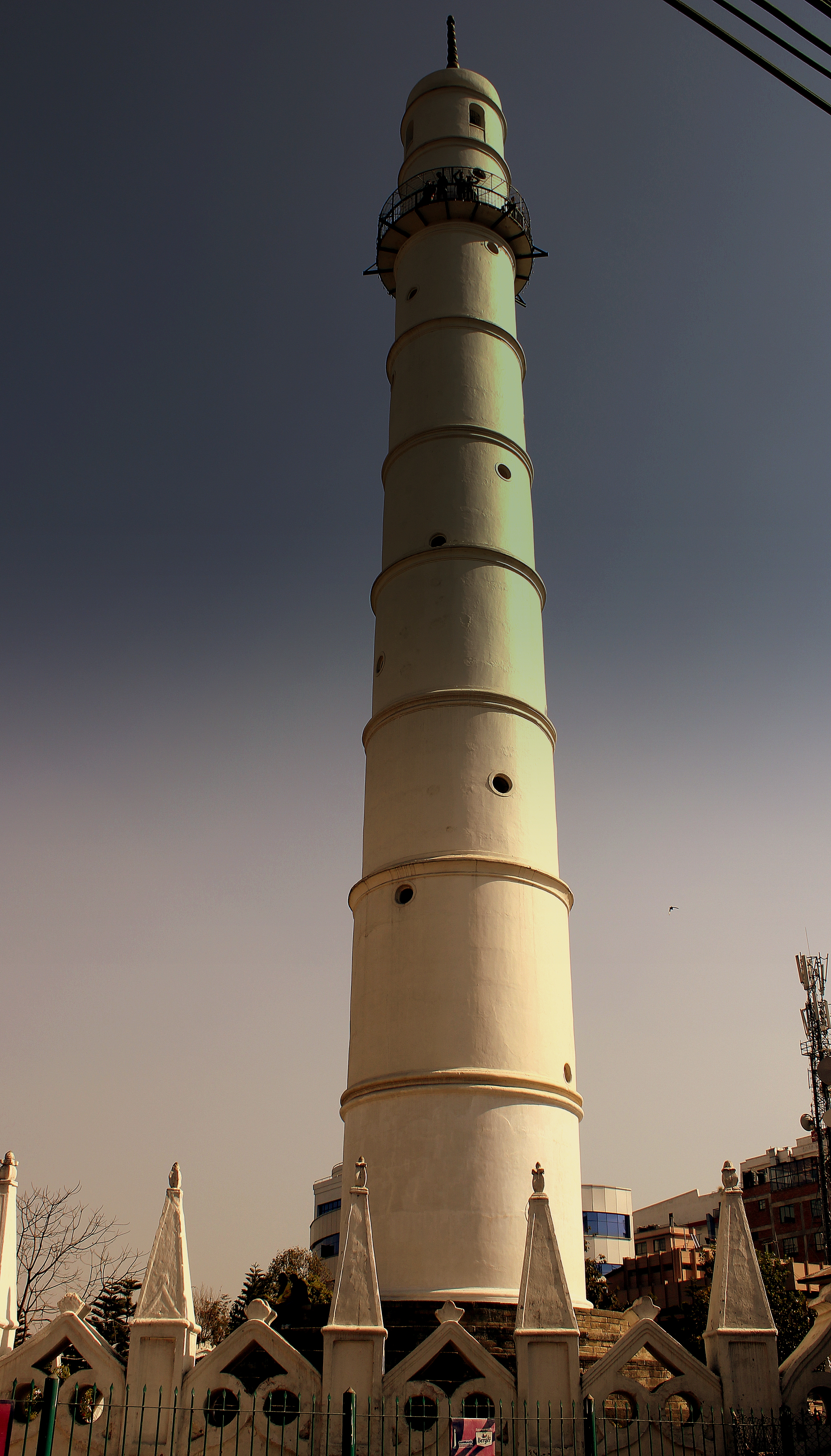
Dharahara-Turm vor der Zerstörung

- Aden/Jemen: Bei Luftangriffen unter saudischer Führung und Kämpfen zwischen den Huthi-Rebellen und Regierungssoldaten werden an zwei Tagen über 92 Menschen getötet.[57]
- Kathmandu/Nepal: Ein Erdbeben in Nepal fordert bisher über 5.000 Menschenleben. Der 1832 errichtete Dharahara-Turm, ein beliebtes Touristenziel, wird dabei komplett zerstört.[58]
- Lomé/Togo: Bei den Präsidentschaftswahlen triumphiert der Amtsinhaber Faure Gnassingbé. Der unterlegene Herausforderer Jan-Pierre Fabre fordert wegen Unregelmäßigkeiten die Annullierung der Wahl.[59]
- Wien/Österreich: Bei der diesjährigen Romyverleihung wird unter anderem der deutsche Schauspieler Til Schweiger für seine Rolle als Darsteller und Regisseur im Film Honig im Kopf geehrt.[60]

### Sonntag, 26. April 2015
- Astana/Kasachstan: Bei der vorgezogenen Präsidentschaftswahl in Kasachstan gewinnt erwartungsgemäß der seit der Unabhängigkeit 1990 amtierende Nursultan Nasarbajew mit 97,7 Prozent der abgegebenen Stimmen bei einer Wahlbeteiligung von 95,2 Prozent.[61]
- Lefkoşa/Nordzypern: Die Stichwahl um das Amt des Präsidenten Nordzyperns gewinnt überraschend der Sozialdemokrat Mustafa Akıncı mit 60,5 Prozent der abgegebenen Stimmen vor den Amtsinhaber Derviş Eroğlu mit 39,5 Prozent. Die Wahlbeteiligung beträgt 64,1 Prozent.[62]
- Porto-Novo/Benin: Aus den Parlamentswahlen geht die Partei von Staatschef Boni Yayi als stärkste Kraft hervor.[63]
- Tikrit/Irak: Kämpfer der Terrororganisation Islamischer Staat (IS) erstürmen einen Militärstützpunkt der irakischen Streitkräfte 70 km nördlich von Ramadi und exekutieren 140 Soldaten und Offiziere. Weitere 45 Soldaten werden nach Falludscha deportiert und dort hingerichtet. Unter den Toten befindet sich auch der Kommandeur der 1. Irakischen Division, Brigadegeneral Hassan Abbas Toufan, sowie drei Stabsoffiziere.[64]

### Montag, 27. April 2015
- Düsseldorf/Deutschland: Der Energiekonzern E.ON gibt den Umzug des Firmensitzes mit den Kernsparten Erneuerbare Energie, Netze und Kundendienstleistungen nach Essen bekannt. Außerdem wird bis Ende des Jahres die Spaltung des Unternehmens mit der neu gegründeten Gesellschaft Uniper für die Sparte Stromerzeugung (mit den Atomkraftwerken und Kohlekraftwerken) und Energiehandel sowie Exploration mit Sitz in Düsseldorf mitgeteilt. E.ON behält dabei 40.000 Mitarbeiter und die neue Uniper 15.000 Mitarbeiter.[65]
- Idlib/Syrien: Im syrischen Bürgerkrieg erobert die zur al-Qaida gehörende al-Nusra-Front und mit ihr Verbündete den strategisch wichtigen Militärstützpunkt Qarmeed in einer ehemaligen Ziegelei südlich von Idlib. Auch die Stadt Dschisr asch-Schughur wird eingenommen. Bei Angriffen der syrischen Luftwaffe werden im Gouvernement mindestens 73 Menschen getötet.[66]

### Dienstag, 28. April 2015

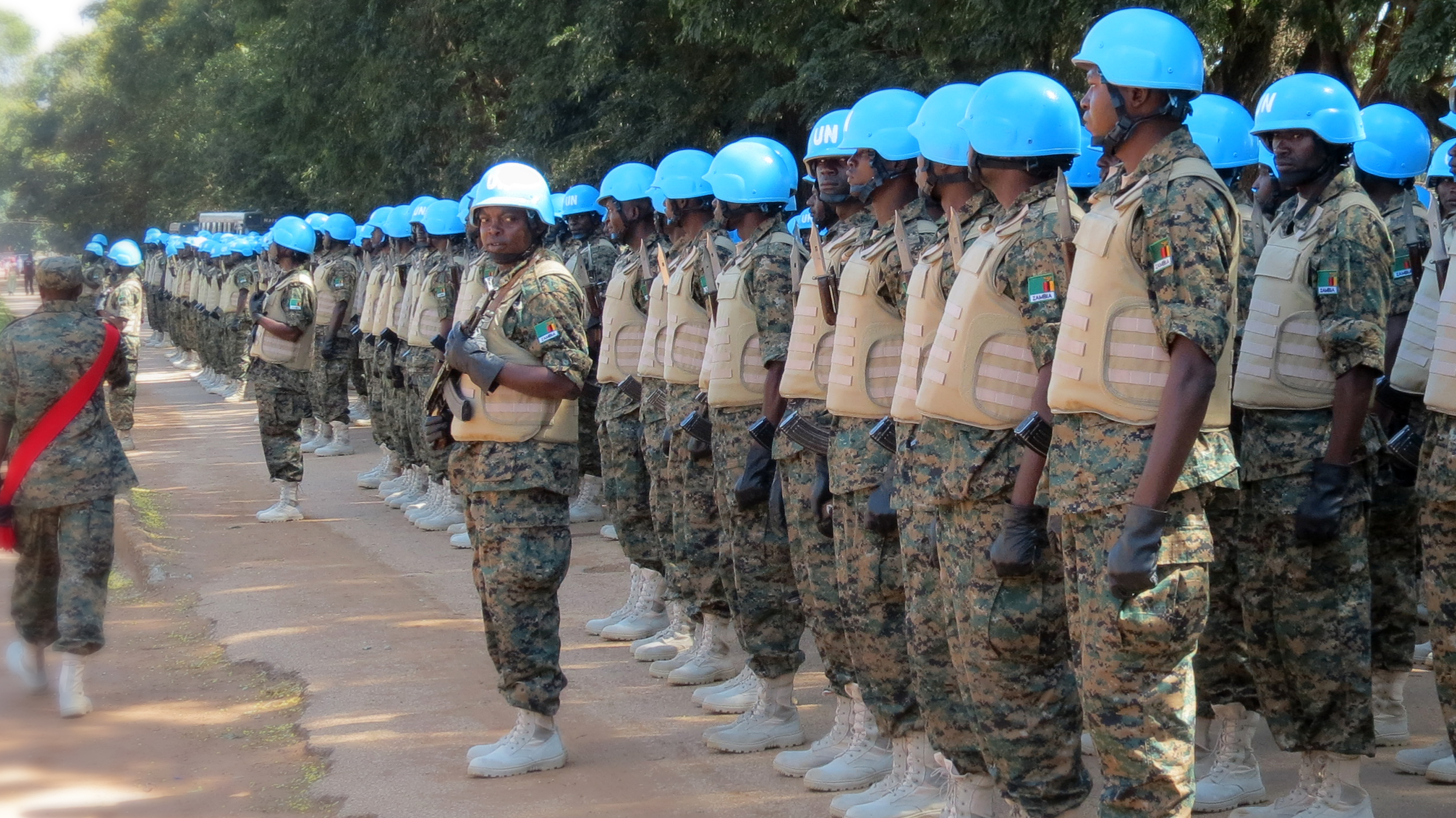
Blauhelme der MINUSCA

- Baltimore/Vereinigte Staaten: Nach dem Tod des Afroamerikaners Freddie Gray am 19. April 2015 durch eine Wirbelsäulenverletzung, die er sich in Polizeigewahrsam zugezogen haben soll, kommt es zu Unruhen mit zahlreichen Plünderungen, Brandstiftungen und Auseinandersetzungen mit der Polizei. Larry Hogan, der republikanische Gouverneur von Maryland, verhängt den Ausnahmezustand über die Stadt und setzt rund 1000 Soldaten der Nationalgarde von Maryland zur Sicherung ein.[67][68]
- Cilacap/Indonesien: Die indonesische Regierung lässt acht wegen Drogenschmuggels verurteilte Täter auf der Gefängnisinsel Nusakambangan hinrichten. Bei den Verurteilten handelt es sich um zwei Australier, einen Brasilianer, einen Ghanaer, einen Indonesier und drei Nigerianer.[69]
- Gorkha/Nepal: Ein Erdrutsch in der gleichnamigen Verwaltungszone zerstört einen Großteil des Ortes. Bis zu 200 Menschen werden dabei verschüttet.[70]
- New York/Vereinigte Staaten: Der Sicherheitsrat der Vereinten Nationen beschließt, die Mission MINUSCA zur Stabilisierung der Zentralafrikanischen Republik auszubauen. Vor Ort sollen rund 13.000 Sicherheitskräfte die Umsetzung der UN-Resolution 2217 gewährleisten.[71]

### Mittwoch, 29. April 2015
- London/Großbritannien: Die britische Zeitung The Guardian berichtet über Vergewaltigungen an Kindern von in der Zentralafrikanischen Republik stationierten französischen Soldaten im Zeitraum von Dezember 2013 bis Juni 2014. Von einem Mitarbeiter der Vereinten Nationen wurden durch Zeugenaussagen rund 10 Fälle am Bangui M’Poko International Airport dokumentiert. Die französischen Soldaten waren im Rahmen der Operation Sangaris seit Dezember 2013 parallel zur AU-Mission MISCA und ab April 2014 im Rahmen der EUFOR RCA überwiegend am Hauptstadtflughafen stationiert.[72]

### Donnerstag, 30. April 2015
- Borno/Nigeria: Die nigerianische Armee befreit in Zusammenarbeit mit mehreren südafrikanischen Söldnern an zwei Tagen über 450 Geiseln aus Lagern der islamistischen Terrororganisation Boko Haram in den Sambisa-Sümpfen. Die befreiten Geiseln stammen ursprünglich aus dem Ort Bumsiri aus dem Gebiet Damboa.[73]
- Ho-Chi-Minh-Stadt/Vietnam: Mit einer großen Militärparade lässt die Einheitspartei, die Kommunistische Partei Vietnams, den kommunistischen Sieg im Vietnamkrieg vor genau 40 Jahren feiern.[74]
- München/Deutschland: Zur Eröffnung des NS-Dokumentationszentrums auf dem ehemaligen Grundstück der NSDAP-Parteizentrale findet ein Festakt statt.[75]
- Weltall: Die Raumsonde MESSENGER stürzt knapp elf Jahre nach ihrem Start von der Erde und vier Jahre nach dem Eintritt in eine Umlaufbahn um den Planeten Merkur auf dessen Oberfläche.[76]

## Weblinks

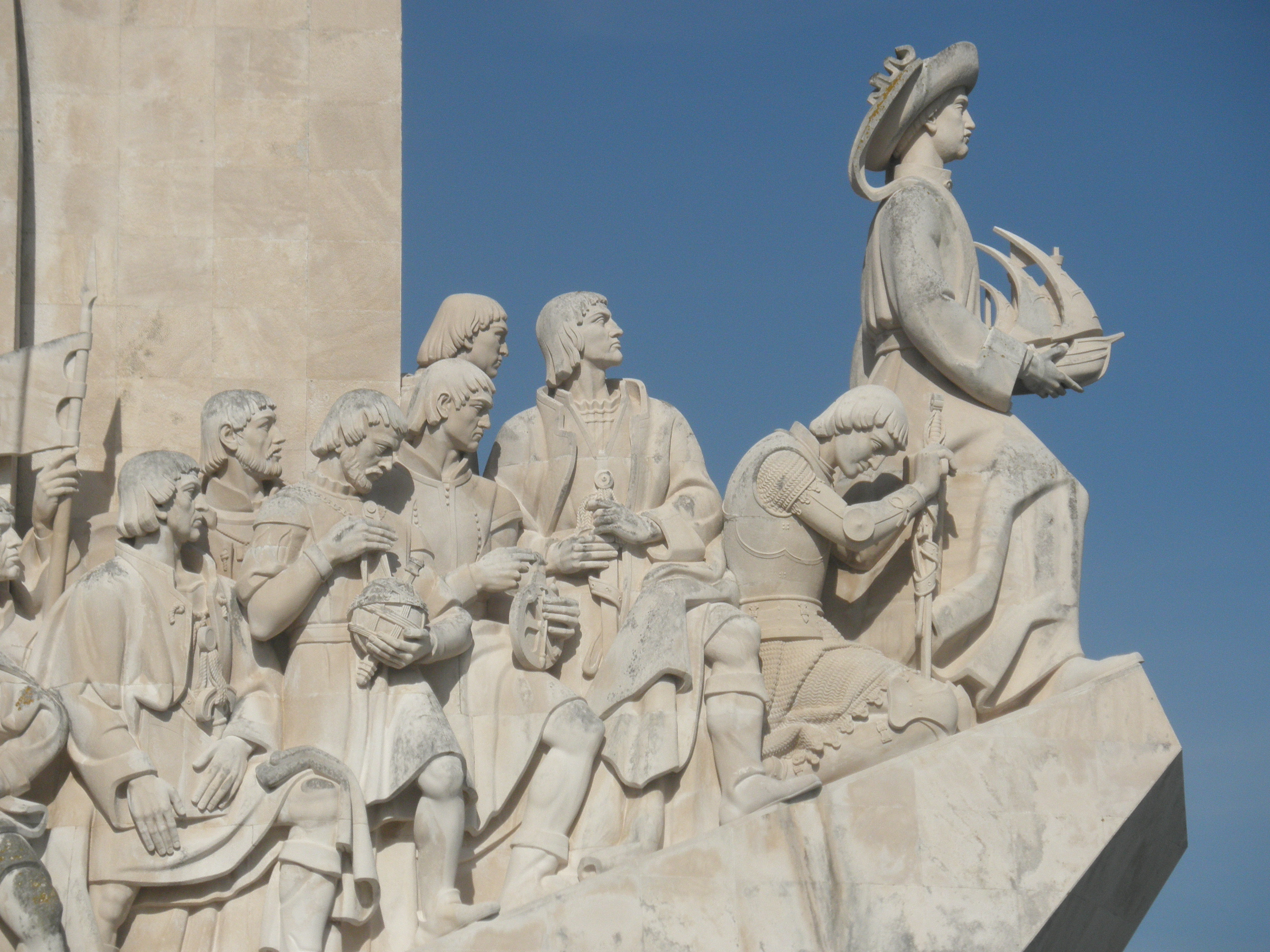
Lissabon im April 2015